# Dissangis
Dissangis ist eine französische Gemeinde mit 119 Einwohnern (Stand: 1. Januar 2022) im Département Yonne in der Region Bourgogne-Franche-Comté (vor 2016 Bourgogne); sie gehört zum Arrondissement Avallon und zum Kanton Joux-la-Ville (bis 2015 L’Isle-sur-Serein).

## Geographie
Dissangis liegt etwa 46 Kilometer südöstlich von Auxerre am Serein. Umgeben wird Dissangis von den Nachbargemeinden Massangis im Norden, L’Isle-sur-Serein im Osten und Südosten, Angely im Süden und Südosten, Sainte-Colombe im Südwesten sowie Coutarnoux im Westen und Nordwesten.

## Bevölkerungsentwicklung
| Jahr                      | 1962 | 1968 | 1975 | 1982 | 1990 | 1999 | 2006 | 2013 |
| Einwohner                 | 143  | 113  | 95   | 71   | 87   | 103  | 132  | 135  |
| Quelle: Cassini und INSEE |      |      |      |      |      |      |      |      |

## Sehenswürdigkeiten
- Kirche Saint-Martin aus dem 16. Jahrhundert
- Schloss Rochefort aus dem 15./16. Jahrhundert

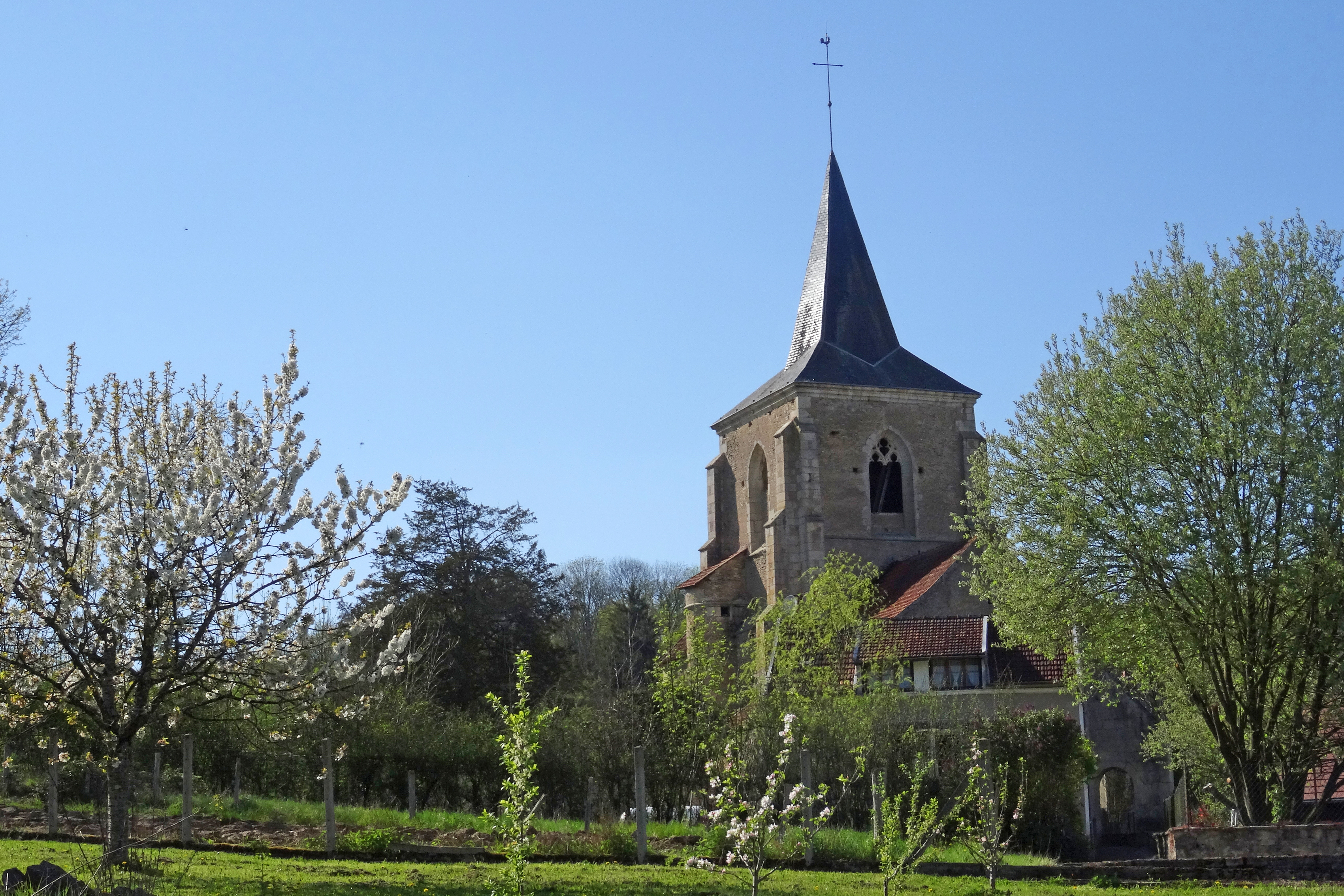
Kirche Saint-Martin